# Acalypha chiapensis
Acalypha chiapensis är en törelväxtart som beskrevs av Townshend Stith Brandegee. Acalypha chiapensis ingår i släktet akalyfor, och familjen törelväxter. Inga underarter finns listade i Catalogue of Life.